# Falsomordellistena konoi
Falsomordellistena konoi là một loài bọ cánh cứng trong họ Mordellidae. Loài này được Pic mô tả khoa học năm 1936.